# José Luis Olivera Serrano
José Luis Olivera Serrano és un comissari jubilat de la Policia Nacional d'Espanya amb una àmplia trajectòria en la lluita contra el crim organitzat i el terrorisme. Va ser director del Centre d'Intel·ligència contra el Terrorisme i el Crim Organitzat (CITCO), càrrec que va assumir el gener de 2015.
Abans d'aquest nomenament, Olivera va ser cap de la Unitat de Delinqüència Econòmica i Fiscal (UDEF) entre 2006 i 2012, on va dirigir investigacions rellevants com el cas Gürtel.
En els últims anys, el seu nom ha estat vinculat a diverses controvèrsies relacionades amb l'excomissari José Manuel Villarejo. En una declaració judicial, Olivera va afirmar que les activitats privades de Villarejo eren conegudes i autoritzades per la cúpula policial, i que en ocasions es van utilitzar en investigacions oficials. A més, en una gravació feta per Villarejo, Olivera suggereix la possibilitat de fabricar proves falses contra rivals polítics, fet que ha generat polèmica i ha posat en dubte la seva ètica professional.